# Cheb Tarik
Cheb Tarik (nombre real Tarik Belgot, Orán, Argelia, 1970) es un músico argelino, ahora radicado en París, Francia, es hijo de Tahar Belgot, la gloria del futbol de Argelia
Firmó con Universal Music Group. Su primer éxito fue 'Reggae Raï', un cover y un homenaje a la canción 'Reggae Night' de Cheb Hasni, un músico asesinado en Orán, Argelia por fundamentalistas islámicos.
Reggae Raï ocupó un lugar en las listas durante varias semanas, superó las 171,000 en ventas y apareció en varias compilaciones.
En 2001, Tarik contribuyó a la compilación Big Men, una mezcla de Raï y Reggae. Conocido por presentar una diversidad de géneros musicales, el álbum se convirtió en un éxito gracias al sencillo "J'ai pas besoin". El nombre de Tarik se puso en el centro de atención, con ventas que superaron los seis millones a nivel mundial.
Ha participado en la canción "J'ai vu trop de frères partir" en el álbum "Du mal a s'confier" de Scred Connexion.
Hasta la fecha, Cheb Tarik ha publicado tres álbumes y seis singles.

## Discografía
Los álbumes incluyen:Ï
| Álbum                                                                   | Disquera    | Año  |
| ----------------------------------------------------------------------- | ----------- | ---- |
| Metisstyle                                                              | Atoll Music | 2001 |
| Sencillo                                                                | Disquera    | Año  |
| Cheb Tarik Featuring CC Raïder - Reggae Raï                             | Universal   | 1998 |
| L'Histoire                                                              | Atoll Music | 2000 |
| Tarik* / Chevelle Franklin A Love I Can Feel (CD, Single, Promo, Smplr) | Tabou 1     | 2001 |
| L'Histoire (CD, Single, Promo)                                          | Next Music  | 2003 |